# Tom Sawyer (1930)
Tom Sawyer é um filme estadunidense de 1930, do gênero drama de aventura, dirigido por John Cromwell. Esta é a primeira versão sonora do clássico romance de Mark Twain e marcou a volta de Jackie Coogan, o mais importante ator infantil da década de 1920, que estava afastado das telas havia três anos. O grande sucesso de público fez com que a Paramount Pictures produzisse uma continuação no ano seguinte, Huckleberry Finn, praticamente com o mesmo elenco. O filme foi escolhido como um dos Dez Melhores do Ano pelo New York Times.

## Elenco
| Ator/Atriz         | Personagem       |
| ------------------ | ---------------- |
| Jackie Coogan      | Tom Sawyer       |
| Junior Durkin      | Huckleberry Finn |
| Mitzi Green        | Becky Thatcher   |
| Lucien Littlefield | Professor        |
| Tully Marshall     | Muff Potter      |
| Clara Blandick     | Tia Polly        |
| Dick Winslow       | Joe Harper       |
| Jackie Searl       | Sid              |
| Charles Stevens    | Injun Joe        |
| Lon Poff           | Juiz Thatcher    |